# Common Jasmin Orange
Common Jasmin Orange (Tiếng Trung: 七里香, Thất Lý Hương) là album phòng thu thứ năm của ca sĩ người Đài Loan Châu Kiệt Luân, được Sony Music Taiwan phát hành vào ngày 3 tháng 8 năm 2004.
Album nhận được sáu đề cử tại giải Kim Khúc. Đồng thời cũng giành được một giải IFPI Hong Kong Top Sales Music cho hạng mục Album Quan thoại bán chạy nhất năm.
Theo IFPI, Common Jasmin Orange xếp hạng thứ 43 trong số những album bán chạy nhất toàn cầu năm 2004.
Các bài hát "Thất Lý Hương", "Cái Cớ", "Thương Ca Đình Chiến" trong album, lần lượt đứng ở các vị trí số 1, số 10 và số 88 trong danh sách 100 ca khúc của năm 2004 do Hit FM tổ chức xếp hạng.

## Danh sách nhạc phẩm trong album
Tất cả nhạc phẩm được soạn bởi Châu Kiệt Luân.
| STT              | Nhan đề                           | Phổ lời          | Thời lượng |
| ---------------- | --------------------------------- | ---------------- | ---------- |
| 1.               | "Địa Bàn Của Tôi" (我的地盤)      | Phương Văn Sơn   | 4:00       |
| 2.               | "Thất Lý Hương" (七里香)          | Phương Văn Sơn   | 4:55       |
| 3.               | "Cái Cớ" (藉口)                   | Châu Kiệt Luân   | 4:16       |
| 4.               | "Bà Ngoại" (外婆)                 | Châu Kiệt Luân   | 4:00       |
| 5.               | "Chiếu Tướng" (將軍)              | Hoàng Tuấn Lang  | 3:20       |
| 6.               | "Mắc Cạn" (擱淺)                  | Tống Kiện Chương | 3:56       |
| 7.               | "Loạn Vũ Xuân Thu" (亂舞春秋)     | Phương Văn Sơn   | 4:36       |
| 8.               | "Tới Bước Đường Cùng" (困獸之鬥)  | Lưu Canh Hoành   | 4:25       |
| 9.               | "Lễ hội Công Viên" (園遊會)       | Phương Văn Sơn   | 4:11       |
| 10.              | "Thương Ca Đình Chiến" (止戰之殤) | Phương Văn Sơn   | 4:34       |
| Tổng thời lượng: | Tổng thời lượng:                  | Tổng thời lượng: | 42:30      |

## Giải thưởng
| Giải thưởng   | Hạng mục                           | Đối tượng đề cử                                   | Kết quả |
| ------------- | ---------------------------------- | ------------------------------------------------- | ------- |
| Giải Kim Khúc | Album Quan thoại xuất sắc nhất     | Common Jasmine Orange                             | Đề cử   |
| Giải Kim Khúc | Nam ca sĩ Quan thoại xuất sắc nhất | Châu Kiệt Luân cho Common Jasmine Orange          | Đề cử   |
| Giải Kim Khúc | Nhạc sĩ xuất sắc nhất              | Châu Kiệt Luân cho ca khúc "Thất Lý Hương"        | Đề cử   |
| Giải Kim Khúc | Nhà viết ca từ xuất sắc nhất       | Phương Văn Sơn cho ca khúc "Thương Ca Đình Chiến" | Đề cử   |
| Giải Kim Khúc | MV ca nhạc xuất sắc nhất           | Quảng Thịnh cho MV "Thương Ca Đình Chiến"         | Đề cử   |
| Giải Kim Khúc | MV ca nhạc xuất sắc nhất           | Quảng Thịnh cho MV "Bà Ngoại"                     | Đề cử   |